# Illés (település)
Illés (1891-ig Illia, szlovákul Ilija) község Szlovákiában, a Besztercebányai kerület Selmecbányai járásában.

## Fekvése
Selmecbányától 4,5 km-re délre fekszik, országúton csak Selmecbányán át közelíthető meg.
Északról Selmecbánya, délnyugatról Bacsófalva, délről Berencsfalu és Béld, keletről pedig Szentantal községgel határos.

## Története
A község területén a régészeti leletek tanúsága szerint már a korai bronzkorban éltek emberek, később a laténi kultúra települése állt itt.
A falut 1266-ban "Sanct Egid" néven említik először, eredeti neve ugyanis temploma védőszentje után "Szentegyed" volt. 1504-ben "Ilesfalwa", 1558-ban "Illia" néven szerepel az írott forrásokban. A Hont-Pázmány nemzetség, majd a Csáky család birtoka. 1347-ben Nagy Lajos király oklevelében "Scenthegud" néven szerepel. A 16. században a litvai és a csábrági, majd a szitnyai váruradalom része. 1540-ben 11 és fél portát számláltak a faluban.
1548-ban a Balassáké, majd a 18. századtól a Koháry család birtoka, lakói főként mezőgazdasággal, erdei munkákkal, kézművességgel foglalkoztak. 1715-ben 26 adózó háztartása volt. 1828-ban 59 házában 355 lakos élt, akik erdei munkákkal, szénégetéssel, a 20. század elejétől bányászattal, szövéssel foglalkoztak.
A határában álló Szitnya vára a 13. század közepén a bányavárosok védelmére épült. A 16. században Balassa Menyhért hírhedt rablófészke volt, melyet 1547-ben Salm császári serege ostrommal elfoglalt. Ezután a Pálffyak és a Koháryak birtoka. A kuruc harcokat követően lerombolták, így a szabadságharcban már nem volt szerepe.
Vályi András szerint "ILLIA. Tót falu Hont Vármegy. földes Ura G. Koháry Uraság, lakosai katolikusok, fekszik Selymetzhez fél mértföldnyire, Szent Antalhoz 1 órányira, és annak filiája, földje terméketlen, sovány, nagyobb részént, erdőség a’ határa; többnyire a’ Bányákból való munkából, és szekerezésből élnek."
Fényes Elek szerint "Illia, (Sz. Egyed), tót falu, Honth vmegyében, Sz. Antal mellett: 398 kath., 3 evang. lak. Nagy erdő. F. u. h. Coburg. Ut. p. Selmecz."
A trianoni békeszerződésig Hont vármegye Korponai járásához tartozott.

## Népessége
| Év:            | 1994. | 2004. | 2014.   | 2024.   |
| -------------- | ----- | ----- | ------- | ------- |
| Emberek száma: | 360   | 324   | 342     | 350     |
| Eltérés:       |       | -10 % | +5,55 % | +2,33 % |

| Év:            | 2023. | 2024.   |
| -------------- | ----- | ------- |
| Emberek száma: | 358   | 350     |
| Eltérés:       |       | -2,23 % |

A falunak 1910-ben 606, túlnyomórészt szlovák lakosa volt.

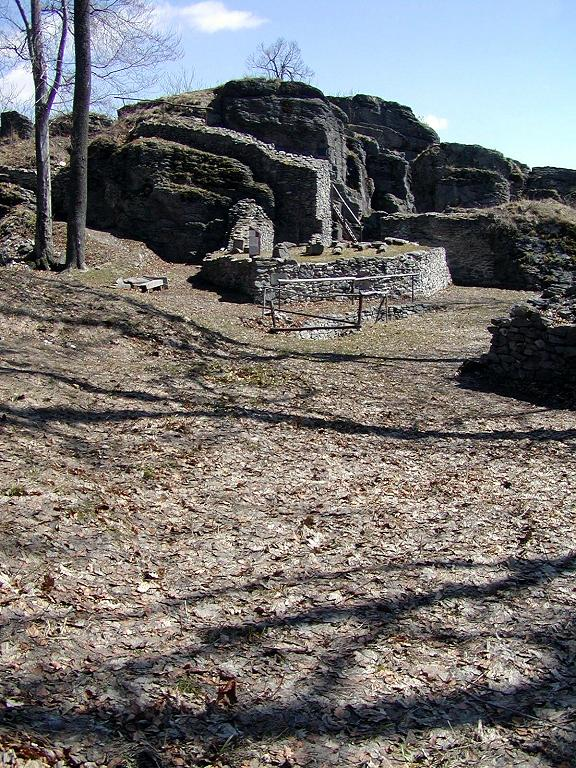
Szitnya várának romjai

2011-ben 340 lakosából 321 szlovák.

## Nevezetességei
- A falutól délnyugatra 2,5 km-re, egy 1009 m magas hegy tetején láthatók Szitnya várának romjai.
- A falunak román stílusú műemléktemploma van. A templom a 13. század első felében épült, főoltára 17. századi. Pieta és Madonna szobra 15. századi műalkotás. Eredeti gótikus táblaképeit a turócszentmártoni múzeum őrzi.

## Külső hivatkozások
- Hivatalos oldal Archiválva 2011. október 3-i dátummal a Wayback Machine-ben
- Községinfó
- Illés Szlovákia térképén
- Regionalnenoviny.sk
- Képek és angol szöveg a várról
- E-obce.sk Archiválva 2014. február 21-i dátummal a Wayback Machine-ben
- Tinódi Sebestyén: Szitnya, Léva, Csábrág, és Murán várának megvevése (1549)